# Norskehavet
Norskehavet er den del af Atlanterhavet, som ligger mellem Norge, Svalbard og Island. I øst grænser Norskehavet mod Barentshavet, i syd mod Nordsøen, i sydvest mod Atlanterhavet og i vest mod Grønlandshavet. Grænsen mod Barentshavet trækkes langs en linje mellem Sydkapp på Sørkappøya syd for Spitsbergen over Bjørneøen til Nordkap. Mod Nordsøen er 61. breddekreds valgt som afgrænsning - mod Atlanterhavet danner en linje fra lige nord for Shetlandsøerne over Færøerne til vestspidsen af Island grænsen. Herfra trækkes en linje over Jan Mayen til Sydkap som grænsen mod Grønlandshavet. I mange sammenhænge regnes Grønlandshavet imidlertid som en del af Norskehavet.
Norskehavet dækker et areal på 2,6 millioner km² og har et volumen på 4,1 millioner km³ og med en gennemsnitlig dybde på 1600 m.
I den norske olieforvaltning sættes grænsen på soklen mellem Nordsøen og Norskehavet ved 62°N og grænsen mellem Norskehavet og Barentshavet ved 71°N.

## Geologi og bundforhold
Norskehavet blev dannet for omkring 250 millioner år siden, da den Eurasiske Plade plade med Norge og den Nordamerikanske Plade, inklusive Grønland begyndte at bevæge sig væk fra hinanden. Det eksisterende smalle hav mellem Norge og Grønland begyndte at blive bredere og dybere. Den nuværende kontinentale skråning i Norskehavet markerer grænsen mellem Norge og Grønland, som den lå for ca. 250 millioner år siden. Mod nord går Norskehavet østover fra Svalbard og mod sydvest mellem Storbritannien og Færøerne. Denne kontinentale skråning har rige fiskepladser og talrige koralrev. Når havbunden har sat sig efter adskillelsen af kontinentalpladerne, har det resulteret i jordskred som Storeggaskredet for omkring 8.000 år siden, hvor henved 3.500 km³ materiale af kystsoklen styrtede dybere ned i havet og skabte en enorm tsunami, der bl.a. raserede såvel de norske kyster som andre kyster i en afstand af op til flere tusinde kilometer fra begivenhedscentret.
Kysterne langs Norskehavet blev skabt under den sidste istid. Store gletsjere, der var flere kilometer tykke, blev skubbet ind over land og skabte fjorde ved at fjerne skorpen ud i vandet og udvidede derved kontinentalskråningerne. Dette er særlig tydeligt på den norske kyst ved Helgeland og nordpå mod Lofoten. Den norske kontinentalsokkel er mellem 10 og 200 kilometer bred og har en anderledes form end soklen i Vesterhavet og Berentshavet. Ud for Lofoten, Vesterålen og Troms er den omkring 10 km,, mens den er over 200 km ud for Helgeland. Den indeholder adskillige dybe render og uregelmæssige højderygge, som normalt har en amplitude på mindre end 100 meter, men kan nå op på 400 meter. De er dækket af en blanding af grus, sand og mudder, og renderne bliver brugt af fisk som ynglepladser. Længere ude i havet findes to dybhavsbassiner, der er adskilt af en lav højderyg (det dybeste sted er 3.000 meter) mellem Vøring Plateau og øen Jan Mayen. De to bassiner kaldes Norskehavsbassinet (mod syd) og Grønlandsbassinet (mod nord). Det sydlige bassin er større og dybere med store områder, der er mellem 3.500 og 4.000 meter dybe. Det nordlige bassin er mere lavvandet med en dybde på mellem 3.200–3.300 meter, men indeholder mindre områder, der er helt op til 3.500 meter dybe. Undersøiske grænser og kontinentalskråninger markerer grænsen mellem disse to bassiner og de omkringliggende farvande. Mod syd ligger den europæiske kontinentalsokkel og Vesterhavet, mod øst er den eurasiske kontinentalsokkel med Berentshavet. Mod vest ligger den Skotsk-grønlandske højderyg, der adskiller Norskehavet fra det nordlige Atlanterhav. Højderyggen er i gennemsnit 500 meter dyb, og kun få steder når den en dybde på 850 meter. Mod nord ligger Jan Mayen Ridge-højderyggen og Mohnryggen, som har en dybde på 2.000 meter med visse fordybninger, der når 2.600 meters dybde..

## Vandmasser
Gennem Færøerne løber en gren af Golfstrømmen ind i Norskehavet. Atlanterhavsvandet er forholdsvis salt (saltholdighed > 35‰) og varmt. Golfstrømmen løber parallelt langs med den norske kyststrøm ind i Barentshavet og langs vestkysten af Spitsbergen. Noget af Atlanterhavsvandet afkøles i Norskehavet, således at det på grund af sin større saltholdighed og egenvægt synker mod dybet. Dybvandet i Norskehavet har en høj homogen saltholdighed på 34,93‰, og derfor fortsætter det afkølede atlanterhavsvand helt til bunds. Denne konvektion sker kun i efteråret og om vinteren, idet det ved solopvarmning om sommeren danner et stabilt overfladelag, som forhindrer blanding af vandmasserne.
Norskehavet får også tilført vand via Østgrønlandsstrømmen. Dette er koldt, arktisk vand, som til dels er dannet ved issmeltning i Ishavet, og derfor kun lidt salt. Mellem Østgrønlandsstrømmen og Atlanterhavsstrømmen foregår en effektiv blanding i det centrale Norskehav.
Overfladevandet i Norskehavet kan fra øst mod vest inddeles i norsk kystvand med saltholdighed < 35‰, atlantisk vand med saltholdighed > 35‰ og arktisk vand med saltholdighed < 35‰.

## Flora og fauna
Norskehavet er en overgangszone mellem borealt og arktisk klima og indeholder derfor flora og fauna kendetegnende for begge klimatiske regioner. Den sydlige grænse for mange arktiske arter løber i en linje mellem Nordkap, Island og Norskehavet, hvorimod den nordlige grænse for mange borealiske arter løber til Grønlandshavet, Barentshavet og Norskehavet. Der er således et overlap.

### Plankton og bunddyr
Det meste af livet i Norskehavet er koncentreret i de øvre vandlag. Estimater for Nordatlanten er, at blot 2% af biomassen forekommer under 1.000 meters dybde og kun 1,2% forekommer ved havbunden.
Opblomstring af phytoplankton omfatter primært chlorophyll og når sin maksimale udbredelse omkring den 20. maj. De mest udbredte phytoplankton arter er Thalassiosira og Chaetoceros. Efter foråret er den dominerende art Phaecocystis pouchetti.
- Hyperiidea
- Rejen Pandalus borealis
- Lophelia pertusa
- Meganyctiphanes norvegica

Zooplankton er primært repræsenteret med Calanus finmarchicus og Calanus hyperboreus, med førstnævnte fire gange oftere forekommende end sidstnævnte. Calanus finmarchicus er oftest forekommende i de atlantiske dele, hvorimod C. hyperboreus dominerer i de arktiske vande; begge er den primære fødekilde for de fleste rovdyr i området. De væsentligste arter af krill er Meganyctiphanes norvegica, Thyssanoessa inermis og Thyssanoessa longicaudata. Rejer af arten Pandalus borealis er en væsentlig del af føden for havets fisk, særlig torsk og hvilling og forekommer i dybder mellem 200 og 300 meter.
Norskehavet har omfattende koralrev med Lophelia pertusa, der giver ly til forskellige arter af fisk. Der findes mange af disse koralrev i Nordatlanten, men ikke med samme koncentration som i Norskehavets kontinentalskrænter. Koralrevene er dog truet som følge af det intensive fiskeri med bundtrawl, der ødelægger revene.

### Fisk
Norskehavets kyster er den vigtigste yngleplads for sild i Nordatlanten, hvor ynglesæsonen er i marts. Æggene flyder mod overfladen og føres mod nord af strømmen. Størstedelen af populationen opholder sig i Barentshavet om sommeren, hvor de ernærer sig af plankton. Når de bliver kønsmodne, vender de tilbage til Norskehavet. Populationen af sild varierer voldsomt over årene. Populationen blev forøget i 1920'erne grundet mild klima, men kollapsede i de følgende årtier indtil 1970'erne, primært grundet overfiskning. Biomassen af sild var omkring 11 millioner ton i 1956 og formindskedes til tæt på nul i 1970, hvilket fik indflydelse på økosystemet, ikke blot i Norskehavet, men også i Barentshavet.
Regulering af fiskeriet har siden 1987 ført til en delvis retablering af sildebestanden. Retableringen af bestanden var ledsaget af en nedgang i bestandene af lodde og torsk. Selv om lodde nød godt af en begrænsning af fiskeriet, betød stigning i vandtemperaturen i 1980'erne og forøget konkurrence om føden med den tilbagevendende sild en kraftig reduktion af loddebestanden i Norskehavet. Loddens tilbagegang medførte også en væsentlig reduktion i torskebestanden, da torsken i vidt omfang lever af lodde, og idet forøgelsen af sildebestanden ikke var nok til at kompensere herfor.
Kuller (Micromesistius poutassou) har nydt godt af tilbagegangen af sild og lodde og har overtaget rollen som den væsentligste indtager af plankton. Kuller gyder nær De Britiske Øer, hvorfra strømmen fører æggene til Norskehavet. De voksne eksemplarer følger med for at skaffe føde. De yngre individer forbliver i Norskehavet om sommeren og vinteren indtil februar og vender herefter tilbage til de varmere vande vest for Skotland. Den arktiske torsk opholder sig primært i Barentshavet og ved øgruppen ved Svalbard. Den arktiske torsk findes kun i Norskehavet omkring gydesæsonen, hvor den tilbringer tiden omkring Lofoten, hvor også Pollachius virens og kulmule gyder i de kystnære områder. Makrel forekommer også i Norskehavet og spiller en stor rolle for fiskeriet. Koralrevene er hjemsted for flere arter af Sebastes, rødfisk.

### Pattedyr og fugle
Norskehavet er hjemsted for flere arter af hvaler, herunder pukkelhvaler, sejhval, vågehval og spækhugger, samt hvidnæse-delfin i kystnære områder. Spækhugger og andre hvaler er i havet om sommeren for at finde føde; omfanget er afhængig af sildebestandens størrelse, og de følger sildestimerne i havet. Med en bestand på mere end 110.000 er vågehvalerne den mest almindelige hval i Norskehavet. De jages fra Norge og Island med en årlig kvote på 1.000 hvaler for Norges vedkommende. Tidligere blev hvalerne jaget for at få spæk og olie, men i dag jages de alene for deres kød.
Grønlandshvalen var tidligere en hyppig konsument af plankton i Norskehavet, men er næsten forsvundet herfra efter intensiv jagt i 1800-tallet, og var midlertidigt udryddet i hele Nordatlanten. Tilsvarende fandtes blåhvaler i store grupper i hele Nordatlanten mellem Jan Mayen og Spitsbergen, men er stort set fraværende i dag. Observationer af nordlig døgling i Norskehavet er sjældne. Andre store havdyr er klapmyds og grønlandssæls og blæksprutte.
Betydningsfulde havfugle i Norskehavet er lunder, rissa og guillemot. Lunder og guillemots led også af kollapset af sildebestanden, særlig lundene på Lofoten, da sidstnævnte ikke havde alternativer til sild, hvorfor populationen blev halveret i perioden mellem 1969 og 1987.

## Menneskets udnyttelse af havområdet
Norskehavets territorialfarvand er opdelt mellem Norge, Island og Danmark/Færøerne, hvor den største del tilhører Norge. Norge har gjort krav på en territorial grænse på 12 sømil siden 2004 og en eksklusiv økonomisk zone på 200 sømil siden 1976. På grund af Norges overhøjhed over Svalbard og Jan Mayen er de sydøstlige, nordøstlige og nordvestlige dele omfattet af Norges territorialkrav. Den sydvestlige grænse er delt mellem Island og Danmark/Færøerne.
De største belastninger af Norskehavet forårsages af intensivt fiskeri, hvalfangst og forurening. Det britiske nukleare kompleks Sellafield er en af de største forurenere, der bidrager med radioaktivt affald i havet. Anden forurening finder sted med olie og kemisk affald, men også et stort antal sænkede skibe fra 1. og 2. verdenskrig bidrager til forureningen. Milljøbeskyttelsen af Norskehavet reguleres primært af havretskonventionen OSPAR Convention.

### Fiskeri og hvalfangst
Fiskeri har været praktiseret nær Lofoten i årshundreder. Kystområderne nær øerne i Lofoten er blandt de rigeste fiskeområder i Europa, da størstedelen af atlanterhavstorsken svømmer til disse områder nær Lofoten for at gyde. I 1800-tallet var tørret torsk, kaldet tørfisk, Norges primære eksportvarer og langt den vigtigste industri i Nordnorge. Stærke havstrømme, malstrømme, og regelmæssige storme gjorde fiskeri til en farlig beskæftigelse; adskillige hundrede fiskere døde på den "fatale mandag" i marts 1821, 300 fra et enkelt sogn, og omkring hundrede både med besætning forliste i en kort periode i april 1875.
Hvalfangst er også vigtig i Norskehavet. I det tidlige 1600-tal begyndte den engelske Stephen Bennet at jagte hvalrosser på Bjørneøen. I maj 1607 opdagede Det moskovittiske selskab en stor population af hvalrosser og hvaler i Norskehavet i deres søgen efter Nordvestpassagen. De begyndte at jage dem i 1610 nær Spitsbergen. Senere i 1600-tallet jagtede hollandske skibe grønlandshvaler nær Jan Mayen; der fandtes omkring 25.000 grønlandshvaler mellem Svalbard og Jan Mayen. Britere og hollændere sluttede sig til tyskere, danskere og nordmænd. Mellem 1615 og 1820 var områderne mellem Jan Mayen, Svalbard, Bjørneøen og Grønland, mellem Norge, Grønland og Barentshavet de mest produktive hvalfangstområder i verden. Omfattende fangst havde dog udryddet hvalbestanden i området i begyndelsen af 1900-tallet.

### Havuhyre og malstrømme
I mange århundreder blev Norskehavet betragtet som kanten af den kendte verden. Skibe, der var forsvundet som følge af naturlige katastrofer, skabte legender om monstre, der stoppede og sænkede skibe (kraken). Så sent som i 1845 indeholdt en gennemgang på adskillige sider af Erik Pontoppidan (1698–1764) om havuhyrer på halve mil, der sænkede skibe. Mange af legenderne er muligvis baseret på Historia de gentibus septentrionalibus fra 1539 af Olaus Magnus, som beskriver kraken og malstrømme i Norskehavet. Kraken optræder også i Alfred Tennysons digt af samme navn, i Herman Melvilles Moby Dick fra 1851 og i En verdensomsejling under havet af Jules Verne fra 1870.
Mellem Lofotenøerne Moskenesøya og Værøy, ved den lille ø Mosken, findes Moskenstraumen – et system af tidevands eddies og en strømhvirvel kaldet en malstrøm. Med en hastighed i størrelsesordenen 15 km/h (den varierer kraftigt afhængigt af kilderne) er det en af de kraftigste malstrømme i verden. Den bliver beskrevet i den oldnordiske Ældre Edda fra 1200-tallet og er forblevet et attraktivt emne for malere og forfattere, hvilket inkluderer Edgar Allan Poe, Walter Moers og Jules Verne. Ordet blev introduceret til det engelske sprog af Poe i hans historie I Malströmmen fra 1841, som beskrev Moskenstraumen. Moskenstraumen bliver skabt som et resultat af flere forskellige faktorer, inklusiv tidevand, Lofotens placering og topografien under vandet; til forskel fra de fleste andre strømhvirvler findes den på åbent hav i stedet for i en kanal eller bugt. Den har en diameter på 40–50 meter og er farlig for selv mindre, moderne fiskebåde, som kan bliver trukket hen mod den af de store mængder torsk, som lever af de mikroorganismer, som bliver suget hen til strømhvirvlen.

### Udforskning
De fiskerige kystnære farvande i Nordnorge har længe været kendt og tiltrak dygtige sejlere fra Island og Grønland. Således var de fleste bygder i Island og Grønland på vestkysten af øer, som også var varmere på grund af de atlantiske havstrømme. Det første rimeligt pålidelige kort over det nordlige Europa, Carta Marina fra 1539, afbilder Norskehavet som kystvande og viser intet nord for Nordkapplateauet. Norskehavet ud for kystregionerne optrådte på kortene i 1600-tallet som en vigtig del af den på det tidspunkt meget eftersøgte Nordøstpassage og som et område, der var rigt på hvalfangst.
Øen Jan Mayen blev opdaget i 1607 og blev en vigtig base for hollandske hvalfangere. Hollænderen Willem Barents opdagede Bjørneøen og Svalbard, som på dette tidspunkt blev brugt af russiske hvalfangere kaldet pomorer. Øerne på kanten af Norskehavet blev hurtig delt mellem nationerne. Da hvalfangsten stod på sit højeste, besøgte omkring 300 skibe og 12.000 besætningsmedlemmer Svalbard hvert år.
Den første dybdemåling af Norskehavet blev udført i 1773 Constantine Phipps ombord på HMS Racehorse, som en del af hans Nordpolsekspedition. Systematisk forskning i havområdet i Norskehavet begyndte i 1800-tallet, da nedadgående fangster af torsk og sild ved Lofoten fik den norske regering til at undersøge årsagen. Zoologen Georg Ossian Sars og meteorologen Henrik Mohn fulgte efter regeringen i 1873 og blev sendt ud på videnskabelige ekspeditioner og mellem 1876 og 1878 udforskede de store dele af havet ombord på Vøringen. Den nye viden, som de erhvervede sig herved, gjorde Mohn i stand til at lave den første dynamiske model af havstrømmene, som inkorporerede vind, havtemperatur og saltindhold og stemmer overens med senere målinger.

### Navigation
Indtil 1900-tallet var kysterne langs Norskehavet sparsomt beboet og sejlads i havet var derfor hovedsageligt fokuseret på fiskeri, hvalfangst og lejlighedsvis transport. Siden slutningen af 1800-tallet, hvor Hurtigruten blev etableret, har man forbundet de tættere beboede områder i syd og det nordlige Norge med mindst én tur om dagen. Vigtigheden af skibsfart i Norskehavet er også steget med udvidelsen af den russiske og russiske flåde i Barentshavet og udviklingen af internationale ruter gennem Østersøen, Kattegat, Skagerrak og Nordsøen.
Norskehavet er isfrit og giver mulighed for direkte ruter fra Atlanterhavet til russiske havne i Arktis (Murmansk, Archangel og Kandalaksha), som er direkte forbundet med det centrale Rusland. Denne rute blev flittigt brugt til forsyninger under Anden Verdenskrig af 811 amerikanske skibe, hvoraf 720 nåede russiske havne og medbragte omkring 4 millioner tons last, hvilket inkluderede omkring 5.000 kampvogne og 7.000 flyvemaskiner. De Allierede mistede 18 konvojer og 89 handelsskibe på denne rute. De større operationer i den tyske flåde mod konvojer inkluderer PQ 17 i juli 1942, Slaget ved Barentshavet i december 1942 og Slaget ved Nordkap i december 1943 og blev udført omkring grænsen mellem Norskehavet og Barentshavet nær Nordkap.
Navigation på tværs over Norskehavet faldt efter Anden Verdenskrig og blev kun intensiveret i 1960'erne-70'erne med udvidelsen af den Sovjetiske Nordflåde, hvilket blev afspejlet i de store fælles flådeøvelser af de sovjetiske, nordlige, baltiske flåder i Norskehavet. Havet var porten for den sovjetiske flåde til Atlanterhavet og dermed til USA, og den store sovjetiske havn Murmansk var lige bag grænsen til Norskehavet og Barentshavet. Modforanstaltninger af NATO-lande resulterede i en betydelig tilstedeværelse af flåder i Norskehavet og intense katten-efter-musen-spil mellem sovjetiske fly og NATO-fly, skibe og især ubåde. Et levn fra den kolde krig i Norskehavet er den sovjetiske atomubåd K-278 Komsomolets, der sank i 1989 sydvest for Bjørneøen på grænsen mellem Norskehavet og Barentshavet med radioaktivt materiale ombord, som udgør en potentiel fare for flora og fauna.
Norskehavet er en del af Nordøstpassagen for skibe fra europæiske havne til Asien. Rejseafstanden fra Rotterdam til Tokyo er 21.100 km via Suez-kanalen og kun 14.100 km gennem Norskehavet. Havis er et almindeligt problem i de arktiske farvande, men isfrie forhold langs hele den nordlige rute blev observeret i slutningen af august 2008. Rusland har planer om at udvide sin offshore olieproduktion i Arktis, som skal øge trafik af tankskibe gennem Norskehavet til markeder i Europa og Amerika. Det forventes, at antallet af olieforsendelser gennem den nordlige Norskehav vil stige fra 166 i 2002 til 615 i 2015.

### Olie og gas
Norskehavets vigtigste produkter er ikke længere hvaler eller fisk, men olie og især gas, der udvindes fra havbunden. Norge påbegyndte produktion af olie fra havbunden i 1993, og fulgte op med udviklingen af gasfeltet Huldra i 2001. Den store havdybde og de barske forhold på havet udgør betydelige tekniske udfordringer for offshore olie- og gasudvinding. Der er foretaget boringer på mere end 500 meters dybde siden 1995, men der er alene foretaget kommerciel rentablel udvinding få steder. Det væsentligste projekt er gasfeltet Ormen Lange i 800-1.100 m dybde, hvor produktion af gas begyndte i 2007. Feltet indeholder betydelige reserver og er det største norske gasfelt. Feltet er forbundet til rørledningen Langeled, der er den nuværende længste rørledning under vand, og er således forbundet med det europæiske gasnetværk. Andre store gasfelter er under udvikling. En særlig udfordring er feltet Kristin med temperaturer på op til 170 °C og et gastryk på mere end 900 bar (900 gange normaltryk).
Længere nordpå findes felterne Norne og Snøhvit.